# Savane de Bogota
La savane de Bogota (en espagnol : Sabana de Bogotá) est située dans le centre de la Colombie, dans la Cordillère Orientale des Andes, dans la partie sud de l'altiplano cundiboyacense, à une altitude moyenne de 2 600 mètres.

## Histoire
Le río Bogotá, qui donne son nom à la savane, la traverse du nord au sud et se précipite dans ses contreforts formant le salto del Tequendama, chute d'eau qui selon la mythologie chibcha s'est formée lorsque Bochica brisa la roche pour libérer les eaux ayant inondé la terre. Les affluents du río Bogotá forment des vallées fertiles où les populations sont florissantes.
La savane a été baptisée "La Vallée des Châteaux" (espagnol : Valle de los Alcázares) par Gonzalo Jiménez de Quesada en raison du grand nombre de villages de huttes muiscas qui à son arrivée s'étendaient dans la plaine.

## Limites géographiques

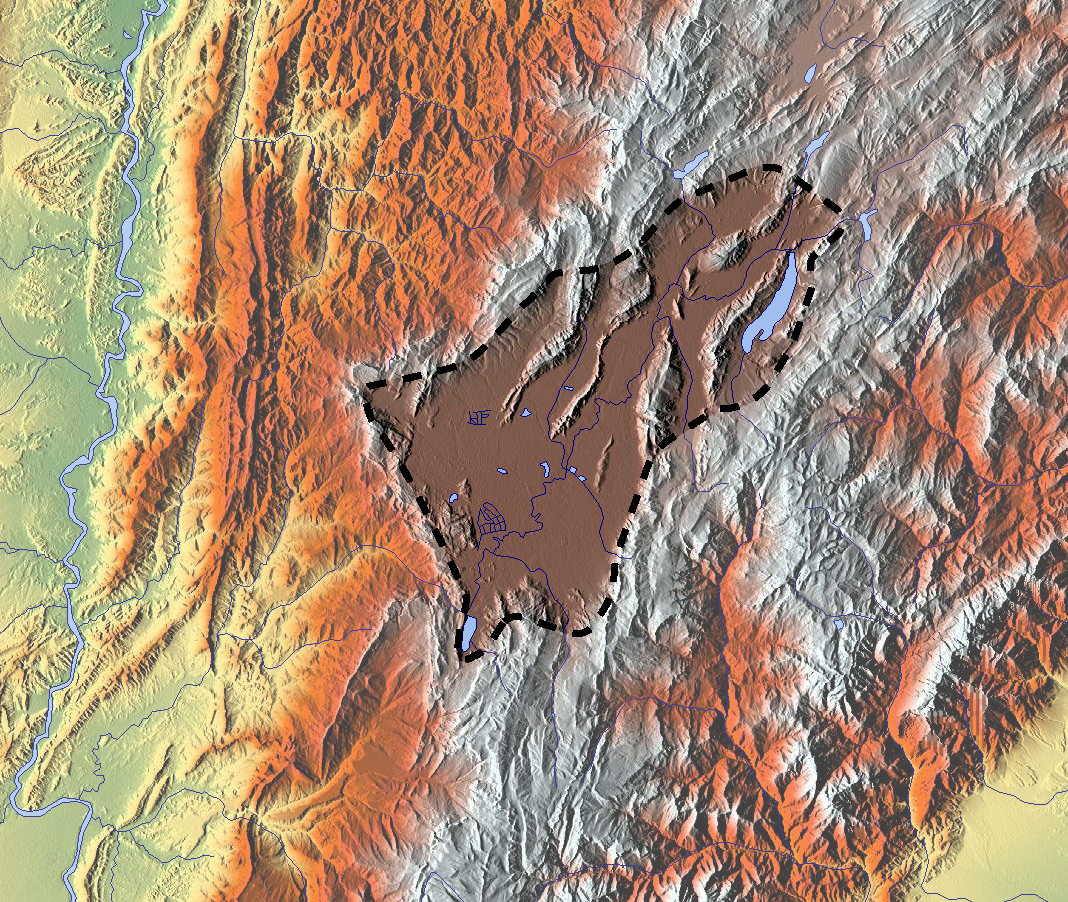
Carte de la savane de Bogota.

La savane de Bogota est bordée par une chaîne montagneuse faisant partie de la Cordillère Orientale et dont les sommets sont le Cerro de Manjuí à l'ouest, les cerros Guadalupe et Monserrate à l'est, et le páramo de Sumapaz au sud-est.
Elle est constituée des provinces cundinamarquesas de Sabana Centro (es) et Sabana de Occidente (es), ainsi que de la zone nord du district capitale de Bogota, incluant la majeure partie de la ville et les municipalités limitrophes des quartiers de Suba, Engativá, Fontibón et Kennedy.
Elle est limitée au nord par les provinces de Valle de Ubaté (es) et Rionegro (es), à l'ouest par les provinces de Gualivá (es) et Tequendama (es), au sud par les provinces de Sumapaz (es) et le páramo de Sumapaz et à l'est par les provinces d'Oriente (es), Guavio (es) et Almeidas (es).

## Hydrologie

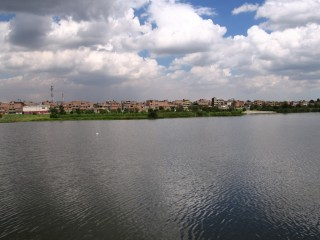
LHumedal Tibabuyes.

La savane de Bogota possède un système de lacs naturels et de ciénagas qui fonctionne comme régulateurs de l'humidité. Agissant comme des éponges sur le río Bogotá et de ses affluents, ces étendues d'eau servent de réservoirs naturels d'eau de pluie et sont un système de filtration et de purification de l'eau naturel. En outre, ils constituent une réserve exceptionnelle de faune et de flore dans la région.
Les humedales (zones humides) les plus importantes de la savane de Bogota sont La Conejera (es), El Burro (es), Jaboque (es), Santa María del Lago (es), Tibabuyes (es), Córdoba (es) y Guaymaral (es).
Dans l'aire métropolitaine les plus importants sont notamment la Laguna de la Herrera, l'humedal Gualí-Tres esquinas et le système d’humedales de la municipalité de Soacha.

## Climat
La température moyenne de la savane de Bogota est de 13,5 °C, variant de −5 °C à 26 °C. Les saisons sèches et pluvieuses alternent tout au long de l'année, les mois les plus secs sont décembre, janvier, février et mars, tandis que les mois les plus pluvieux sont avril, mai, septembre, octobre et novembre. La température y est plus stable, variant entre 6−8 °C et 18−20 °C. Juin, juillet et août sont les mois de forts vents avec une plus grande variation de température, à l'aube les températures sont d'environ 10 °C.
La savane de Bogota est la zone habitée avec les températures les plus basses du pays. Ces conditions sont très variables en raison d'El Niño et de La Niña, qui se produisent dans l'océan Pacifique et produisent des changements climatiques très importants.

## Démographie

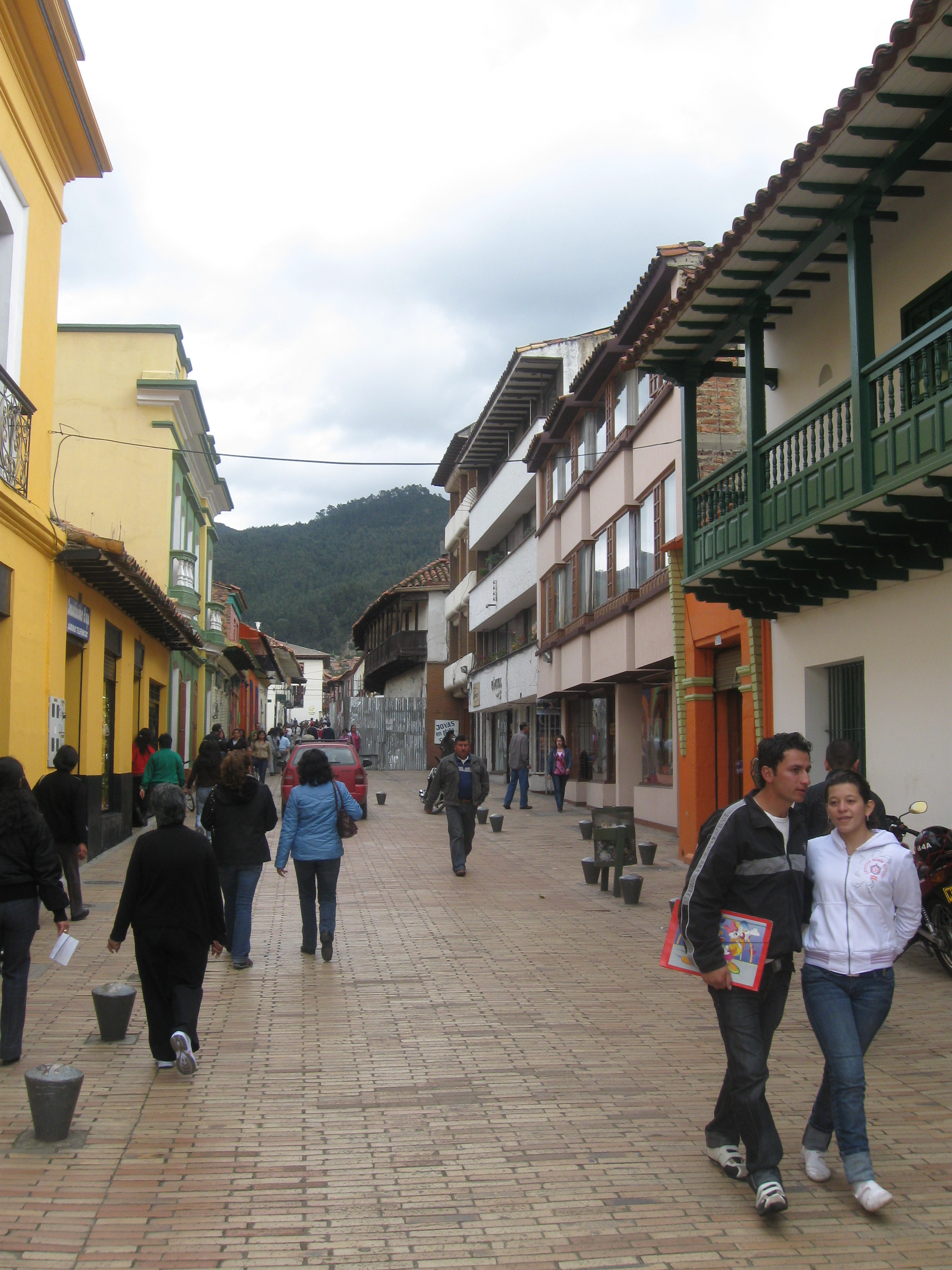
Rue de Zipaquirá.

Les principales agglomérations de la savane de Bogota, en plus de la ville de Bogota, sont Mosquera, Madrid, Funza, Facatativá, Subachoque, El Rosal, Tabio, Tenjo, Cota, Chía, Cajicá, Zipaquirá, Cogua, Nemocón, Sopó, Tocancipá, Gachancipá, Sesquilé, Chocontá et Guatavita.

## Art rupestre
La savane de Bogota recèle des preuves d'un peuplement très ancien, parmi lesquelles des exemples d'art rupestre qui est représenté par des peintures et des gravures datant de centaines ou de milliers d'années. C'est le cas par exemple dans les abris rocheux d'El Abra, à l'est de Zipaquirá.